# Popova (krater)
För andra betydelser, se Popova.
Popova är en nedslagskrater på planeten Merkurius, med en diameter på ungefär 34 kilometer.
2012 uppkallade den efter den ryska konstnären Ljubov Popova.